# Sipprost
Sipprost (Tranzschelia anemones) är en svampart som först beskrevs av Christiaan Hendrik Persoon, och fick sitt nu gällande namn av John Axel Nannfeldt 1939. Sipprost ingår i släktet Tranzschelia och familjen Uropyxidaceae.  Arten är reproducerande i Sverige. Inga underarter finns listade i Catalogue of Life.